# Президент Ємену
Президент Республіки Ємен — вища посадова особа і глава держави Республіка Ємен. Є також головнокомандувачем Збройними силами Республіки Ємен і главою виконавчої влади. Повноваження президента визначаються спеціальним розділом конституції Республіки Ємен.
Першим президентом республіки Ємен (після її об'єднання) став у жовтні 1994 року Алі Абдалла Салех. На цю посаду він був обраний парламентом країни. Через 5 років після закінчення строку повноважень Алі Абдалла Салех був переобраний на посаду президента, але вже шляхом всенародних виборів. Внаслідок низки прийнятих конституційних поправок наступні вибори президента Ємену відбулися через 7 років, в 2006 році, і Алі Абдалла Салех був знову переобраний, тепер уже на третій термін.
Внаслідок революційних подій в Ємені в 2011—2012 роках Алі Абдалла Салех достроково склав з себе повноваження президента країни. На минулих у лютому 2012 р. виборах президентом Ємену було обрано Абд Раббо Мансур Хаді (عبد ربه منصور هادي), який вступив на посаду 27 лютого 2012 року. До цього він двічі (з 4 червня по 23 вересня 2011 р. і з 23 грудня 2011 по 27 лютого 2012 р.) виконував обов'язки президента країни.
У ряді джерел вказується, що Салех був Президентом Ємену з 1990 року, фактично ж він у період 1990–1994 років займав посаду голови Президентської Ради Ємену.

## Список президентів
- Алі Абдалла Салех (1 жовтня 1994 — 27 лютого 2012)
- Абд Раббо Мансур Гаді (27 лютого 2012 — 7 квітня 2022)
- Рашад Мухаммад Аль-Алімі (з 7 квітня 2022)